# Schneller als die Angst
Schneller als die Angst ist eine deutsche Fernsehserie, die auf einer Originalidee von Klaus Arriens und Thomas Wilke basiert. Die beiden Autoren haben auch alle sechs Drehbücher zur Serie geschrieben. Regie führte Florian Baxmeyer.

## Handlung
Das Magdeburger LKA übernimmt die Fahndung nach einem gefährlichen Gefängnisausbrecher, der als Vergewaltiger und Frauenmörder verurteilt ist.

## Episoden
| Nr. (ges.) | Nr. (St.) | Originaltitel | Zusammenfassung | Erstausstrahlung D |
| ---------- | --------- | ------------- | --------------- | ------------------ |
| 1          | 1         | Dämonen       |                 | 1. Jan. 2022       |
| 2          | 1         | Ratten        |                 | 1. Jan. 2022       |
| 3          | 1         | Inferno       |                 | 2. Jan. 2022       |
| 4          | 1         | Vergeltung    |                 | 2. Jan. 2022       |
| 5          | 1         | Treibjagd     |                 | 9. Jan. 2022       |
| 6          | 1         | Freiheit      |                 | 9. Jan. 2022       |

## Hintergrund
Die erste Staffel wurde vom 4. August 2020 bis zum 30. Oktober 2020 in Magdeburg und Berlin gedreht. Die Fernsehserie ist ein Projekt der Produktionsfirma Rowboat Film in Zusammenarbeit mit der Degeto und dem MDR. Produzenten sind Sam Davis und Kim Fatheuer.
Die Ausstrahlung im Ersten erfolgte in Doppelfolgen am 1. Januar, 2. Januar und 9. Januar 2022 jeweils ab 21:45 Uhr. Bereits am 30. Dezember 2021 wurde die Serie in der ARD-Mediathek veröffentlicht.

## Kritik
Die Serie sei „ein Muss für jeden Serienfan“, schreibt Joachim Huber im Tagesspiegel. „Was Autoren, Regie, Kamera, Schnitt und das ganze, große Ensemble in sechs Folgen hineinlegen, inszenieren, ja zelebrieren, das ist wahre Serienkunst in der Fernsehkunst.“
„Das Drehbuch von Klaus Arriens und Thomas Wilke entwirft Charaktere, an denen Sigmund Freud seinen Spaß gehabt hätte“, urteilt der Weser-Kurier: „Komplexe Persönlichkeiten, deren Ängste, Sehnsüchte und perverse Obsessionen im Laufe der sechs Folgen wie eine geschälte Zwiebel freigelegt werden.“
Die Frankfurter Allgemeine Zeitung bemängelt hingegen die Figureneinführung, konstatiert jedoch, dass die Serie in der zweiten Folge endlich zu sich findet.
Tilmann P. Gangloff lobt auf tittelbach.tv „die Ambivalenz der beiden Hauptfiguren“ und resümiert: „Clever verteilen die Drehbücher dieser (...) jederzeit fesselnden, äußerst handlungs- wie wendungsreichen und immer wieder überraschenden Miniserie die Spannung fortan auf zwei Ebenen: hier das Beziehungsgeflecht innerhalb des Teams, dort die Jagd auf den Serienkiller, die sich schon bald zu einem Katz-und-Maus-Spiel zuspitzt.“
„Nein, für schwache Nerven ist die Produktion von Degeto und Rowboat ganz sicher nichts,“ meint DWDL.de, „zu packend hat Florian Baxmeyer ... zusammen mit dem Kameramann Marcus Kanter den Stoff (...) inszeniert.“

## Auszeichnungen und Nominierungen
- 2021: Filmfest Hamburg: Nominierung für Sonderpreis der Verwertungsgesellschaft der Film- und Fernsehproduzenten (VFF) für Sam Davis und Kim Fatheuer[8]
- 2022: Deutscher Fernsehpreis: Nominierung für Bester Mehrteiler[9]
- 2022: Deutscher Fernsehpreis für Bester Schnitt (Friederike Weymar) und für Beste Schauspielerin (Friederike Becht)[9]
- 2022: DafFNE für Beste Bildgestaltung (Marcus Kanter)[10]